# 162 км (зупинний пункт, Придніпровська залізниця)
162 кіломе́тр — пасажирський залізничний зупинний пункт Дніпровської дирекції Придніпровської залізниці на неелектрифікованій лінії Самар-Дніпровський — Леб'яже між станціями Самар-Дніпровський (11 км) та Губиниха (10 км). Розташований поблизу присадибних ділянок та на третьому нижньому найбільшому водосховищі річки Вільнянки,  у Самарівському районі Дніпропетровської області.

## Пасажирське сполучення
На платформі 162 км щоденно зупиняються дві пари приміських поїздів сполученням Дніпро — Берестин.